# ارس آفریقایی
ارس آفریقایی (نام علمی: Juniperus procera) نام یک گونه از سرده ارس است.

## نگارخانه

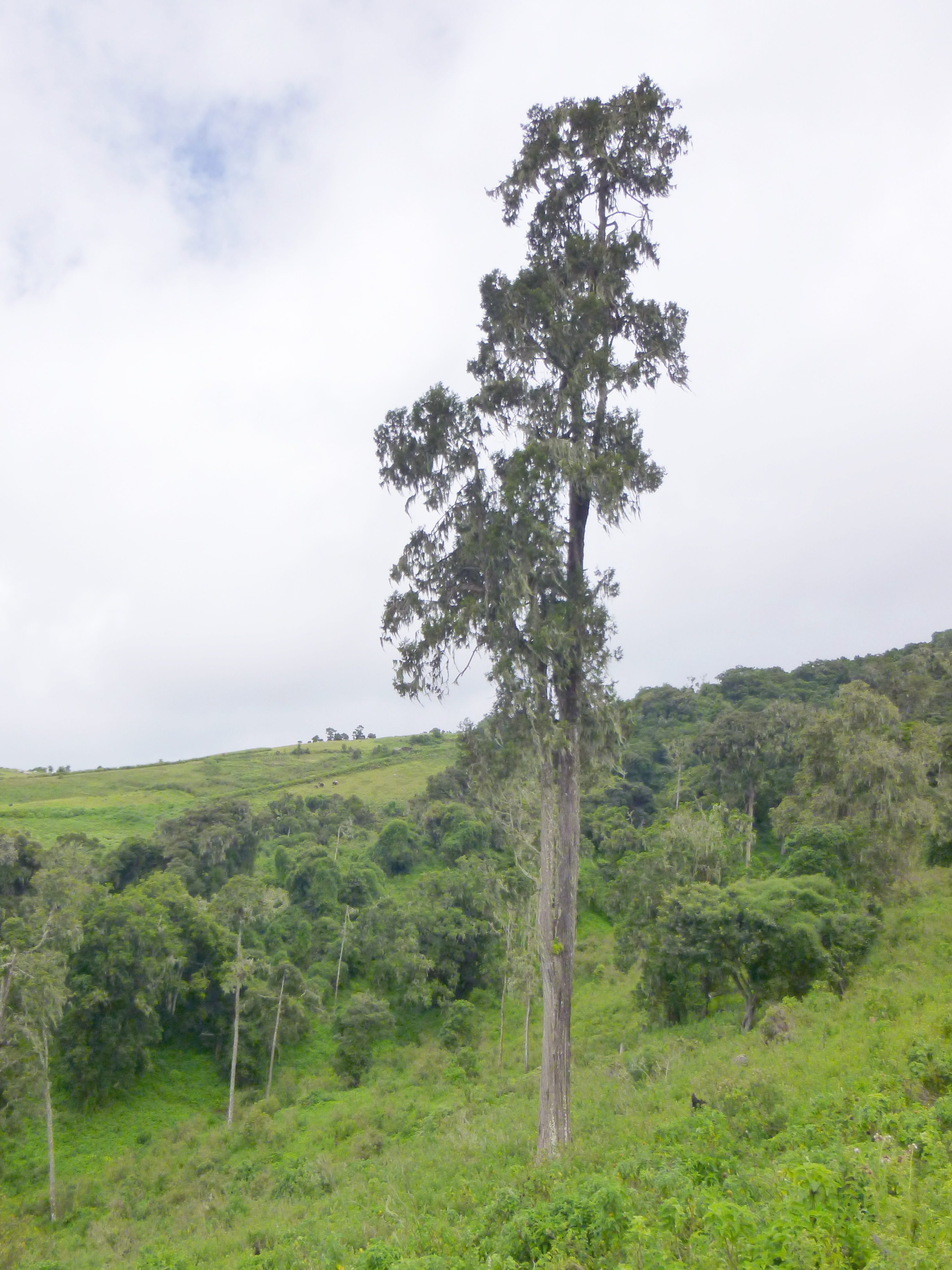
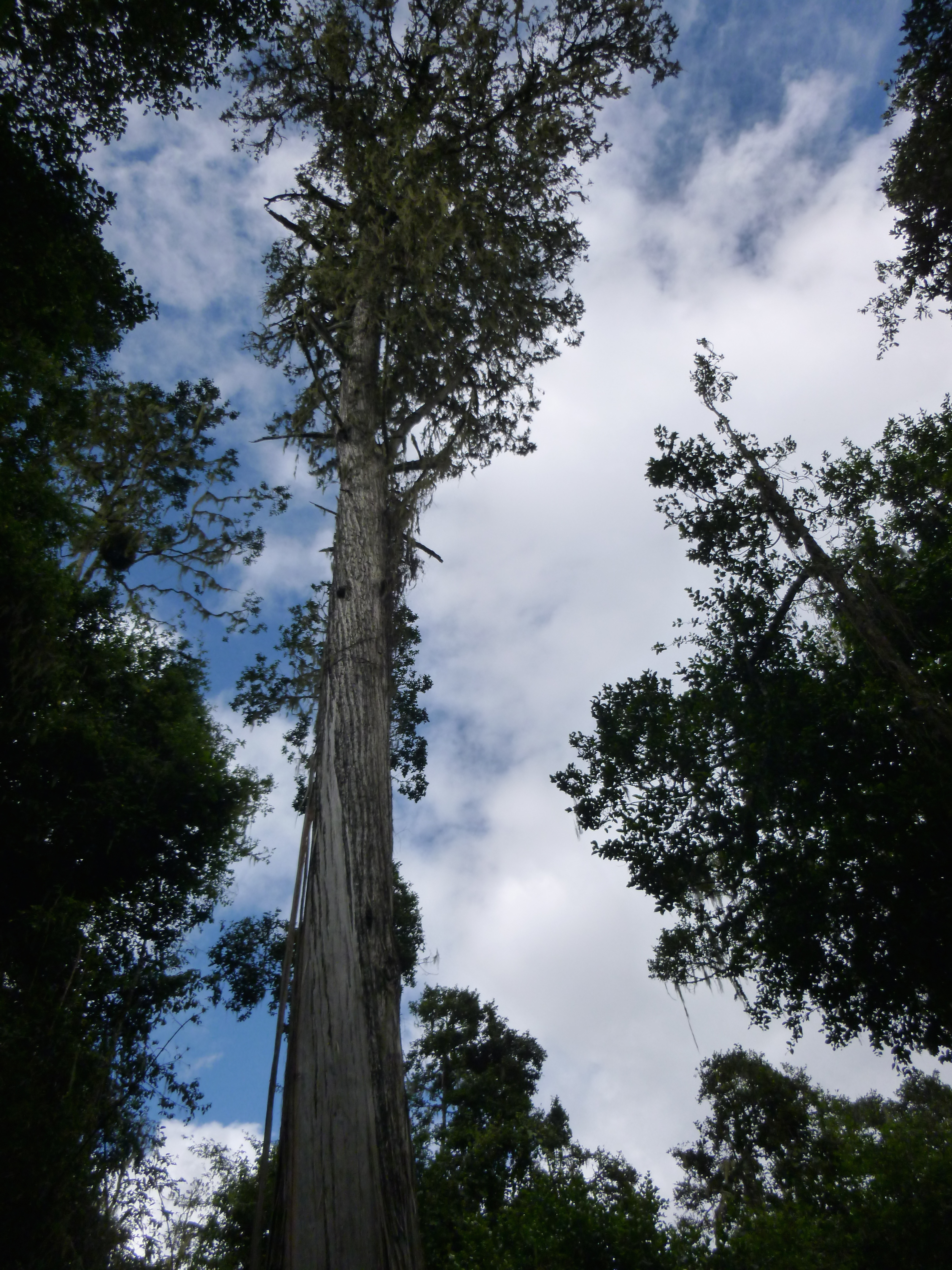
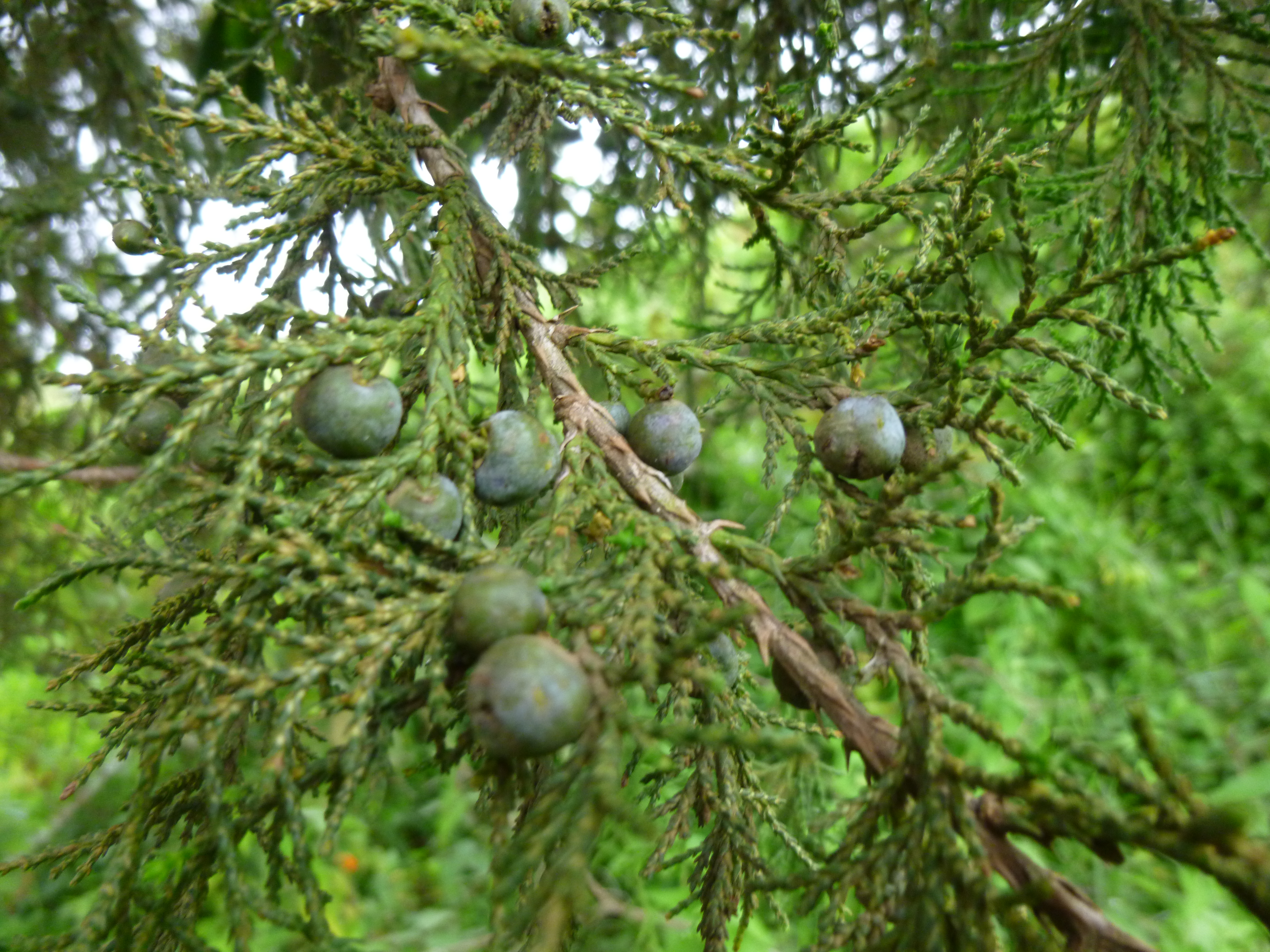
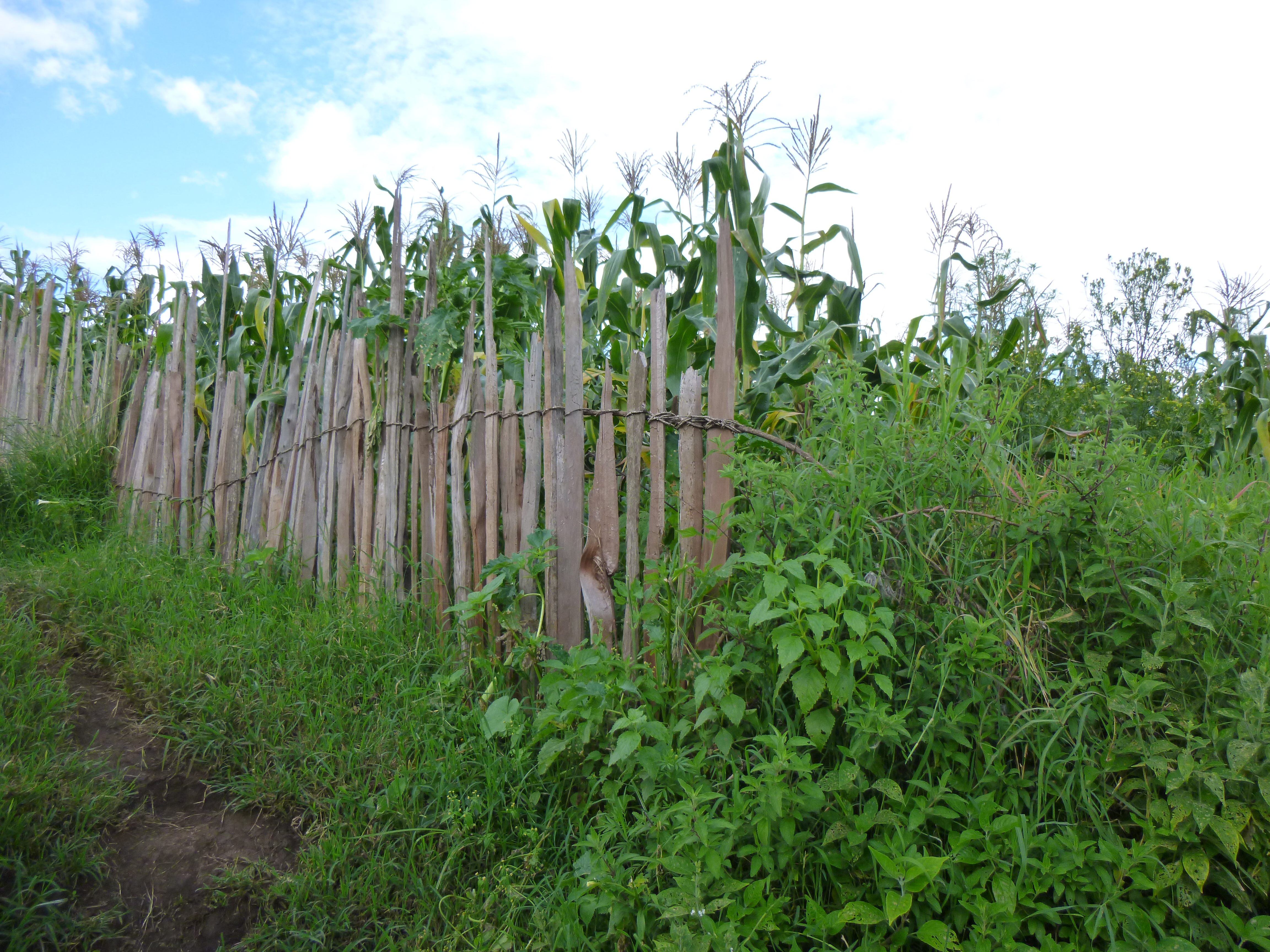